# Glacera Pasterze
La glacera Pasterze, d'aproximadament 8,4 quilòmetres de longitud, és la glacera més llarga d'Àustria i dels Alps Orientals. Es troba dins del grup Glockner de la serralada de l'Alt Tauern a Caríntia, directament sota la muntanya més alta d'Àustria, el Großglockner. La longitud de la glacera actualment es redueix aproximadament 10 m cada any. El seu volum ha disminuït a la meitat des de les primeres mesures el 1851.

## Geografia

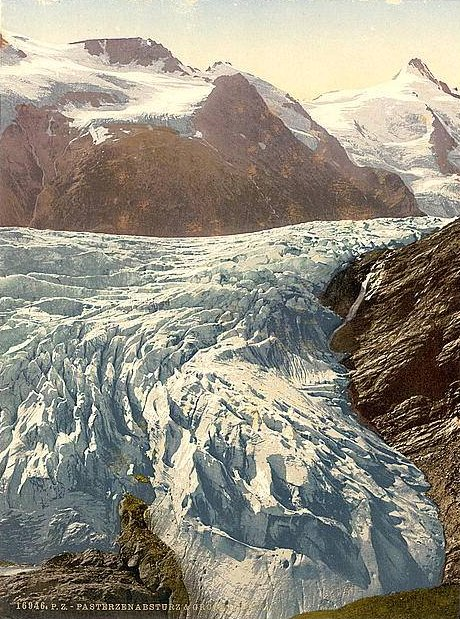
Pasterze I massís Grossglockner, postal del 1900

La glacera s'estén des del seu cap, el cim Johannisberg a 3.453 metres fins als 2.100 metres. El Pasterze aliments el riu Möll, un afluent esquerre del Drava. Les seves aigües també alimenten el llac Margaritze, utilitzat per generar electricitat a la planta hidroelèctrica de Kaprun.
El nom Pasterze és possiblement derivat de l'eslovè: pasti, "pastura". De fet la detecció de fusta, torba i pol·len en l'àrea on ha retrocedit la glacera indica vegetació i també l'ús com a pastura durant l'últim període interglacial fins aproximadament 1.500 aC.
L'àrea circumdant va ser adquirida per Club Alpí Alemany i austríac el 1918; avui la glacera és part del Parc Nacional Alt Tauern. El Pasterze és una destinació turística important, accessible via la panoràmica alta ruta alpina Grossglockner i amb funicular. Des de la seva obertura el 1963, la glacera ha retrocedit 300 m.